# لبغولة (البحيرة)
لبغولة هو دُوَّار يقع بجماعة أولاد املول، إقليم الرحامنة، جهة مراكش آسفي في المملكة المغربية. ينتمي الدوّار لمشيخة البحيرة التي تضم 9 دواوير. يقدر عدد سكانه بـ 785 نسمة حسب الإحصاء الرسمي للسكان والسكنى لسنة 2004.

## روابط خارجية
- البوابة الوطنية للجماعات الترابية نسخة محفوظة 12 مارس 2018 على موقع واي باك مشين.
- المندوبية السامية للتخطيط